# テルメ川

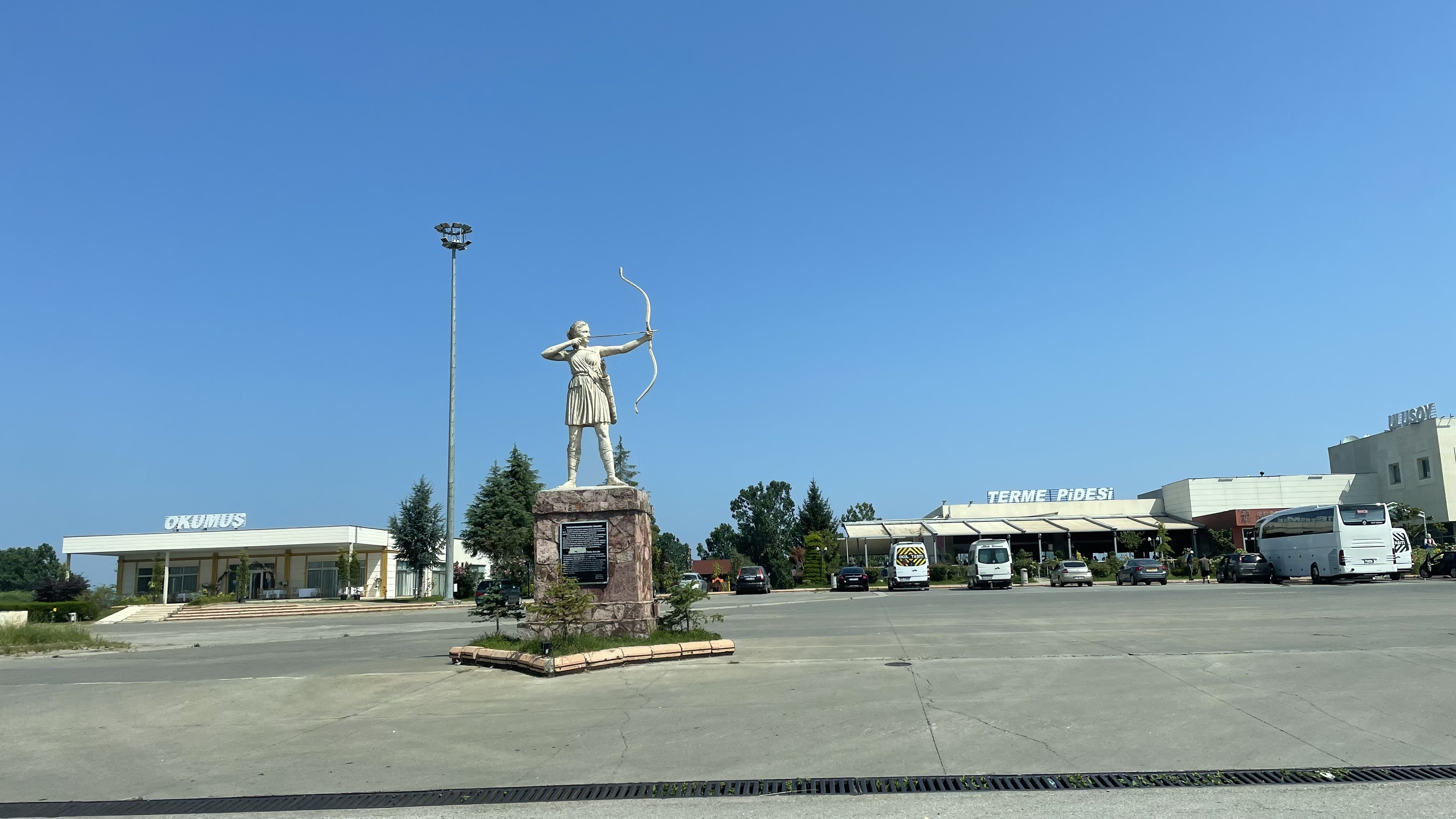
テルメ川沿いの都市テルメに建てられたアマゾーン戦士の像

テルメ川 (トルコ語: Terme Çayı; ラテン語: Thermeh）は、トルコ北岸のサムスン県を流れ、黒海に注ぐ河川。古代にはテルモドン (ギリシア語: Θερμώδων, ラテン文字転写: Thermodon) と呼ばれた。源流はポントス山脈にあり、3本の支流がサルパザルで合流した後、肥沃なチャルシャンバ平野を通る。河口から5キロメートルの位置にテルメの町が存在する。

## 歴史
古典古代においてテルメ川はテルモドンと呼ばれ、周辺地域はポントスと呼ばれていた。古代では河口の幅が約3プレトラ（約300ポデス）あり、船舶が航行できたという。ストラボンは「パナロイア近くに多数の源流...多数の支流」があり（不正確な記述で、おそらくイリス川と混同している）、「古代の著述家の間では非常によく知られており」、その河口はテミスキュラの町の近くであったという。アレクサンドリアのディオニュシオス以降、テルモドン川はたびたび40キロメートル東方に河口を持つイリス川（イェシル川）と混同されている。イェシル川はテルメ川より格段に大きな河川であり、より多くの土砂を運んでいるため濁っている。
ギリシア神話では、テルモドン川やその流域の平野にアマゾーンの首都テミスキュラが存在したとされている。